# کسی ذات‌الکرسی
کسی ذات‌الکرسی یک ستاره است که در صورت فلکی ذات‌الکرسی قرار دارد.